# Castell de Nassau
El castell de Nassau fou la seu original de la Casa de Nassau a Nassau, a Renània-Palatinat (Alemanya). Les ruïnes del castell estan situades a dalt d'un aflorament rocós de prop de 120 metres a sobre del riu Lahn. La Casa de Nassau fou una dinastia aristocràtica els descendents de la qual es troben entre els actuals governants dels Països Baixos i Luxemburg.

## Història
El castell fou fundat a voltants de l'any 1100 pel comte Dudo-Enric de Laurenburg, el fundador de la Casa de Nassau. El 1120, els descendents del primer Comte de Nassau, el Comte Robert I i Arnau I de Laurenburg, s'establiren al castell de Nassau, com la seva plaça forta. Renovaren i ampliaren el complex del castell el 1124.
Com que el castell es trobava al territori del Bisbat de Worms, un principat eclesiàstic del Sacre Imperi Romanogermànic, es generà una amarga disputa entre la família dels dos germans i el Bisbat de Worms. El conflicte no quedà resolt ni quan Robert I heredà el 1124 el càrrec de Vogt del Bisbat de Worms a Weilburg, el territori del qual incloïa l'antic castell de Nassau des del 914. Quan Robert I començà a utilitzar el títol de Comte de Nassau, el Bisbat de Worms li disputà el títol.
La disputa només fou resolta (i el títol confirmat) el 1159, uns cinc anys després de la mort de Robert, pel seu fill Walram I, amb la intervenció de l'Arquebisbe de Trèveris, Hillin von Fallemanien. La família Laurenburger desistí de la seva pretensió quan al títol i li fou atorgat el feu sobre el castell i la ciutat de Nassau, de l'arquebisbe. Més tard, la família Laurenburger començà a utilitzar el títol de Comte de Nassau.